# Division 1 1999-2000
La Division 1 1999-2000 fue la 60.ª temporada del fútbol francés profesional. AS Monaco resultó campeón con 65 puntos, obteniendo su séptimo título.

## Equipos participantes
| Equipo                 | Ciudad        | Estadio                 |
| ---------------------- | ------------- | ----------------------- |
| AJ Auxerre             | Auxerre       | L'Abbé-Deschamps        |
| SC Bastia              | Bastia        | Armand Cesari           |
| FCG Bordeaux           | Burdeos       | Parc Lescure            |
| Le Havre AC            | El Havre      | Jules Deschaseaux       |
| RC Lens                | Lens          | Félix Bollaert          |
| Olympique de Lyon      | Lyon          | Gerland                 |
| Olympique de Marseille | Marsella      | Vélodrome               |
| FC Metz                | Metz          | Saint-Symphorien        |
| AS Monaco FC           | Mónaco        | Luis II                 |
| Montpellier HSC        | Montpellier   | La Mosson               |
| AS Nancy               | Nancy         | Marcel Picot            |
| FC Nantes              | Nantes        | La Beaujoire            |
| Paris Saint-Germain    | París         | Parque de los Príncipes |
| Stade Rennes           | Rennes        | Route de Lorient        |
| AS Saint-Étienne       | Saint-Étienne | Geoffroy-Guichard       |
| CS Sedan Ardennes      | Sedán         | Emile Albeau            |
| RC Strasbourg          | Estrasburgo   | La Meinau               |
| Troyes AC              | Troyes        | Stade de l'Aube         |

## Tabla de posiciones
| Pos. | Equipo                | Pts. | PJ | G  | E  | P  | GF | GC | Dif. | Clasificación o descenso                             |
| ---- | --------------------- | ---- | -- | -- | -- | -- | -- | -- | ---- | ---------------------------------------------------- |
| 1    | Mónaco (C)            | 65   | 34 | 20 | 5  | 9  | 69 | 38 | +31  | Fase de grupos de la Liga de Campeones               |
| 2    | París Saint-Germain   | 58   | 34 | 16 | 10 | 8  | 54 | 40 | +14  | Fase de grupos de la Liga de Campeones               |
| 3    | Olympique de Lyon     | 56   | 34 | 16 | 8  | 10 | 45 | 42 | +3   | Tercera ronda clasificatoria de la Liga de Campeones |
| 4    | Girondins de Burdeos  | 54   | 34 | 15 | 9  | 10 | 52 | 40 | +12  | Primera ronda de la Copa de la UEFA                  |
| 5    | Lens                  | 49   | 34 | 14 | 7  | 13 | 42 | 41 | +1   | Tercera ronda de la Copa Intertoto                   |
| 6    | Saint-Étienne         | 48   | 34 | 13 | 9  | 12 | 46 | 47 | −1   |                                                      |
| 7    | Sedan Ardennes        | 48   | 34 | 13 | 9  | 12 | 43 | 44 | −1   | Segunda ronda de la Copa Intertoto                   |
| 8    | Auxerre               | 47   | 34 | 13 | 8  | 13 | 37 | 39 | −2   | Segunda ronda de la Copa Intertoto                   |
| 9    | Racing de Estrasburgo | 46   | 34 | 13 | 7  | 14 | 42 | 52 | −10  |                                                      |
| 10   | Bastia                | 45   | 34 | 11 | 12 | 11 | 43 | 39 | +4   |                                                      |
| 11   | Metz                  | 44   | 34 | 9  | 17 | 8  | 38 | 33 | +5   |                                                      |
| 12   | Nantes Atlantique     | 43   | 34 | 12 | 7  | 15 | 39 | 40 | −1   | Primera ronda de la Copa de la UEFA                  |
| 13   | Stade Rennes          | 43   | 34 | 12 | 7  | 15 | 44 | 48 | −4   |                                                      |
| 14   | Troyes                | 43   | 34 | 13 | 4  | 17 | 36 | 52 | −16  |                                                      |
| 15   | Olympique de Marsella | 42   | 34 | 9  | 15 | 10 | 45 | 45 | 0    |                                                      |
| 16   | Nancy-Lorraine (D)    | 42   | 34 | 11 | 9  | 14 | 43 | 45 | −2   | Descenso de categoría                                |
| 17   | Havre (D)             | 34   | 34 | 9  | 7  | 18 | 30 | 52 | −22  | Descenso de categoría                                |
| 18   | Montpellier (D)       | 31   | 34 | 7  | 10 | 17 | 39 | 50 | −11  | Descenso de categoría                                |

 Fuente: BDFútbol

## Resultados
| Local \ Visitante   | AUX | BAS | BOR | HAV | LEN | LYO | MAR | MET | MOC | MOT | NAC | NAT | PSG | REN | STE | SED | STR | TRO |
| ------------------- | --- | --- | --- | --- | --- | --- | --- | --- | --- | --- | --- | --- | --- | --- | --- | --- | --- | --- |
| Auxerre             | —   | 3–1 | 1–0 | 2–1 | 3–2 | 2–0 | 2–2 | 1–1 | 0–2 | 2–1 | 2–1 | 1–1 | 1–0 | 4–0 | 2–1 | 3–1 | 0–1 | 0–1 |
| Bastia              | 2–0 | —   | 1–1 | 1–1 | 2–0 | 3–0 | 0–0 | 0–0 | 1–0 | 1–0 | 1–1 | 2–1 | 1–2 | 4–2 | 4–0 | 1–0 | 3–0 | 5–0 |
| Bordeaux            | 1–0 | 3–2 | —   | 3–0 | 1–2 | 1–3 | 2–1 | 0–0 | 3–2 | 2–0 | 2–1 | 3–0 | 1–1 | 1–0 | 1–2 | 1–1 | 3–0 | 4–0 |
| Le Havre            | 0–0 | 2–2 | 3–0 | —   | 1–1 | 0–1 | 0–0 | 1–0 | 1–4 | 2–1 | 0–1 | 0–1 | 3–1 | 0–1 | 1–0 | 2–1 | 0–1 | 2–0 |
| Lens                | 2–1 | 4–0 | 3–3 | 4–0 | —   | 4–3 | 0–0 | 1–0 | 1–0 | 1–0 | 0–1 | 1–2 | 3–2 | 1–1 | 0–2 | 0–3 | 3–0 | 0–1 |
| Lyon                | 0–0 | 2–1 | 1–1 | 3–0 | 1–0 | —   | 2–0 | 2–0 | 2–1 | 1–2 | 2–1 | 2–0 | 1–0 | 2–2 | 0–0 | 2–0 | 0–0 | 1–3 |
| Marseille           | 0–1 | 1–1 | 0–2 | 2–0 | 1–2 | 0–1 | —   | 1–1 | 4–2 | 0–0 | 2–2 | 1–1 | 4–1 | 1–1 | 3–3 | 3–0 | 4–1 | 1–0 |
| Metz                | 3–0 | 1–1 | 2–1 | 3–0 | 0–0 | 0–1 | 2–0 | —   | 1–1 | 2–2 | 2–2 | 2–1 | 1–3 | 0–0 | 1–1 | 1–1 | 0–0 | 3–1 |
| Monaco              | 2–0 | 4–0 | 1–0 | 5–2 | 2–0 | 1–0 | 1–1 | 2–2 | —   | 1–0 | 2–2 | 2–0 | 1–0 | 3–1 | 2–2 | 2–1 | 3–0 | 3–0 |
| Montpellier         | 2–0 | 1–1 | 2–2 | 0–0 | 1–1 | 2–2 | 3–1 | 0–1 | 2–3 | —   | 1–0 | 3–0 | 0–1 | 1–2 | 0–1 | 1–1 | 1–1 | 2–2 |
| Nancy               | 2–0 | 1–0 | 2–2 | 3–0 | 2–1 | 1–0 | 2–2 | 0–0 | 1–2 | 1–2 | —   | 2–1 | 1–1 | 3–0 | 1–0 | 0–2 | 2–3 | 1–2 |
| Nantes              | 3–1 | 1–1 | 0–1 | 1–0 | 0–1 | 6–1 | 0–0 | 1–3 | 0–3 | 3–0 | 2–0 | —   | 0–4 | 3–0 | 0–1 | 1–0 | 3–1 | 3–0 |
| Paris Saint-Germain | 1–1 | 2–0 | 2–1 | 2–1 | 4–1 | 2–2 | 0–2 | 2–1 | 0–3 | 3–0 | 1–1 | 0–0 | —   | 1–0 | 2–0 | 3–2 | 4–2 | 1–0 |
| Rennes              | 1–0 | 0–0 | 2–1 | 2–1 | 3–0 | 1–2 | 1–2 | 2–0 | 2–1 | 1–3 | 3–1 | 0–0 | 1–3 | —   | 4–1 | 5–0 | 2–1 | 2–2 |
| Saint-Étienne       | 0–0 | 1–1 | 1–2 | 3–3 | 0–2 | 1–1 | 5–1 | 2–0 | 3–1 | 5–4 | 2–1 | 0–2 | 1–1 | 1–0 | —   | 2–3 | 0–1 | 1–0 |
| Sedan Ardennes      | 1–1 | 2–0 | 0–1 | 0–1 | 0–0 | 2–0 | 2–2 | 0–2 | 2–1 | 2–1 | 3–1 | 0–0 | 1–1 | 2–1 | 3–2 | —   | 2–1 | 2–1 |
| Strasbourg          | 1–3 | 2–0 | 2–2 | 0–1 | 1–0 | 4–2 | 3–1 | 1–1 | 3–2 | 2–0 | 0–2 | 3–2 | 1–1 | 2–1 | 0–1 | 1–1 | —   | 2–0 |
| Troyes              | 2–0 | 1–0 | 2–0 | 3–1 | 0–1 | 1–2 | 1–2 | 2–2 | 1–4 | 2–1 | 2–0 | 1–0 | 2–2 | 1–0 | 0–1 | 0–2 | 2–1 | —   |

## Goleadores
| #  | Jugador                   | Nacionalidad   | Club                                     | Goles |
| -- | ------------------------- | -------------- | ---------------------------------------- | ----- |
| 1  | Sonny Anderson            | Brasil         | Olympique de Lyon                        | 23    |
| 2  | David Trezeguet           | Francia        | Mónaco                                   | 22    |
| 3  | Marco Simone              | Italia         | Mónaco                                   | 21    |
| 4  | Christian Correa Dionisio | Brasil         | París Saint Germain                      | 16    |
| 4  | Shabani Nonda             | R.D. del Congo | Stade Rennais                            | 16    |
| 6  | Tony Cascarino            | Irlanda        | Nancy                                    | 15    |
| 6  | Alex                      | Brasil         | Saint-Étienne                            | 15    |
| 8  | Stéphane Guivarc'h        | Francia        | AJ Auxerre                               | 14    |
| 8  | Lilian Laslandes          | Francia        | Girondins de Bordeaux                    | 14    |
| 10 | Sylvain Wiltord           | Francia        | Girondins de Bordeaux                    | 13    |
| 10 | Antoine Sibierski         | Francia        | Nantes                                   | 13    |
| 12 | Frédéric Née              | Francia        | Bastia                                   | 11    |
| 13 | Slađan Đukić              | Serbia         | Troyes                                   | 10    |
| 14 | Steve Marlet              | Francia        | AJ Auxerre                               | 9     |
| 14 | Cyrille Pouget            | Francia        | Le Havre (4) y Olympique de Marsella (5) | 9     |
| 14 | Laurent Robert            | Francia        | París Saint-Germain                      | 9     |
| 14 | Olivier Echouafni         | Francia        | Racing Estrasburgo                       | 9     |